# 森治
森 治（もり おさむ）は、日本の宇宙工学者。専門は航空宇宙工学、特に宇宙航行力学、宇宙機システム、宇宙機の動力学・制御、及び固体地球惑星物理学。

## 略歴・人物
1997年、東京工業大学工学部機械宇宙学科卒業。
1999年、東京工業大学大学院理工学研究科機械物理工学専攻修了。同年、東京工業大学工学部機械宇宙学科助教。2002年、東京工業大学より博士号（航空宇宙工学）を取得。
2003年より、宇宙航空研究開発機構宇宙科学研究所(ISAS/JAXA)宇宙航行システム研究系助教。また2006年より、東京大学大学院工学系研究科航空宇宙工学専攻助教。日本航空宇宙学会、日本機械学会、米国宇宙航行学会(American Astronautical Society)所属。
これまでに、小惑星探査機「はやぶさ」や光子セイル推進による世界初の惑星間航行宇宙探査機「IKAROS」の運用、M-Vロケットの打ち上げ、「S-310観測ロケット」実験や大気球実験などのプロジェクトに携わる。「はやぶさ」プロジェクトではスーパーバイザー及び化学推進系を担当し、「IKAROS」プロジェクトでは開発責任者・プロジェクトマネージャーを担当した。「はやぶさ」においては、化学推進系担当としてイトカワ着陸後に発生した燃料漏れの原因を究明し、新たな燃料漏れを防止するための対策を実行した。また「IKAROS」においては、技術開発並びに全てのミッションの成功により、同プロジェクトチームの横田力男（膜面開発担当）、澤田弘崇（セイル展開ミッション担当）と共にチームリーダーとして『科学技術への顕著な貢献2010（ナイスステップな研究者）』に選ばれた。なお、澤田は東工大機械宇宙学科の同研究室の後輩である。
現在、JAXAにて「IKAROS」により得られたセイル電力発生技術とはやぶさで実証したイオンエンジンとを組み合わせた次世代木星トロヤ群小惑星探査機の研究・開発に取り組んでいる。

## 特許
日本
- 複数の宇宙機を異なる軌道に投入する方法
- 資源の制約を伴う自律分散型制御

アメリカ
- Method of Injecting Plurality of Spacecrafts into Different Orbit Individually